# Haftanstalt Mathildenstraße

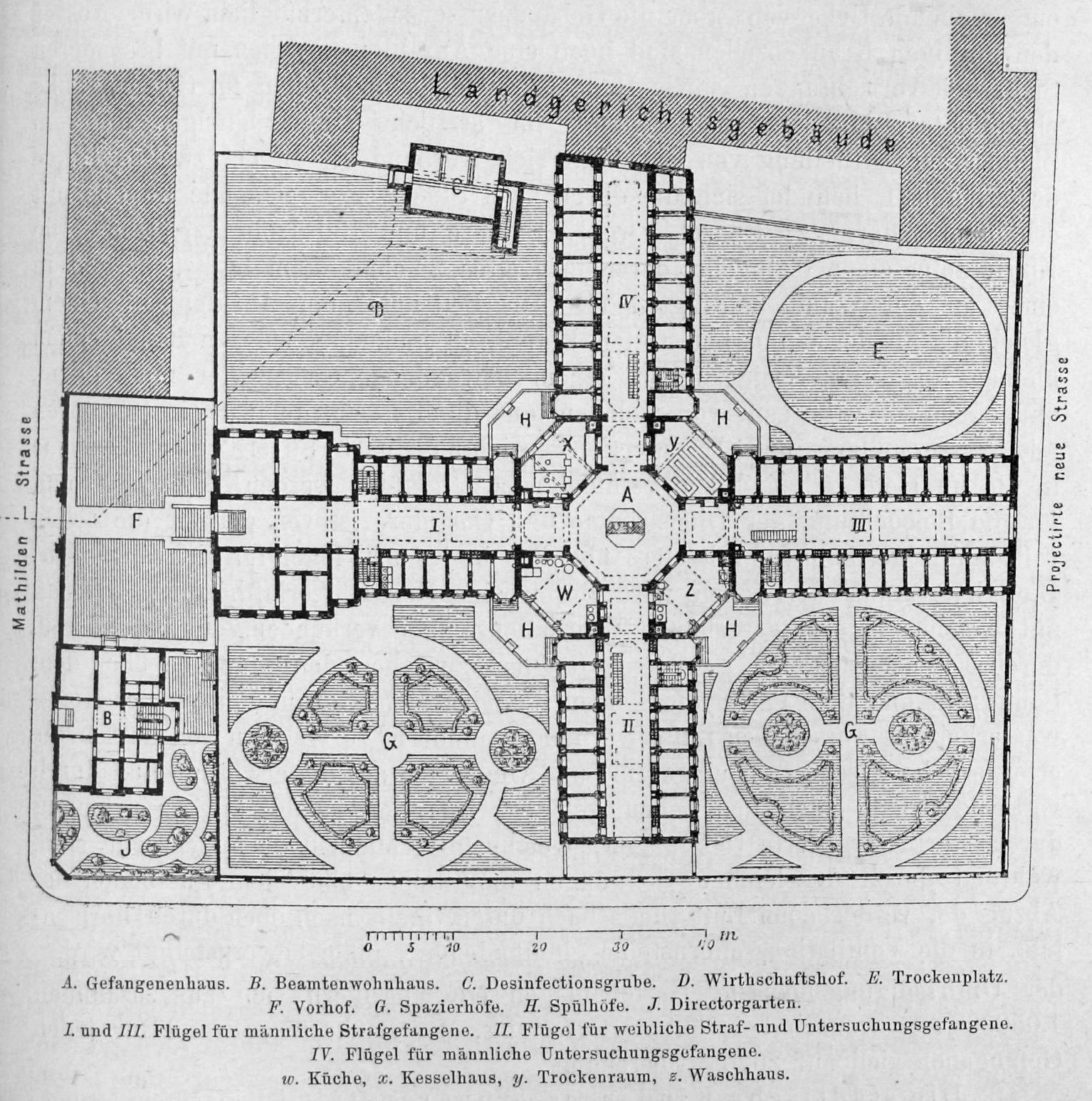
Plan der Haftanstalt Mathildenstraße 1878

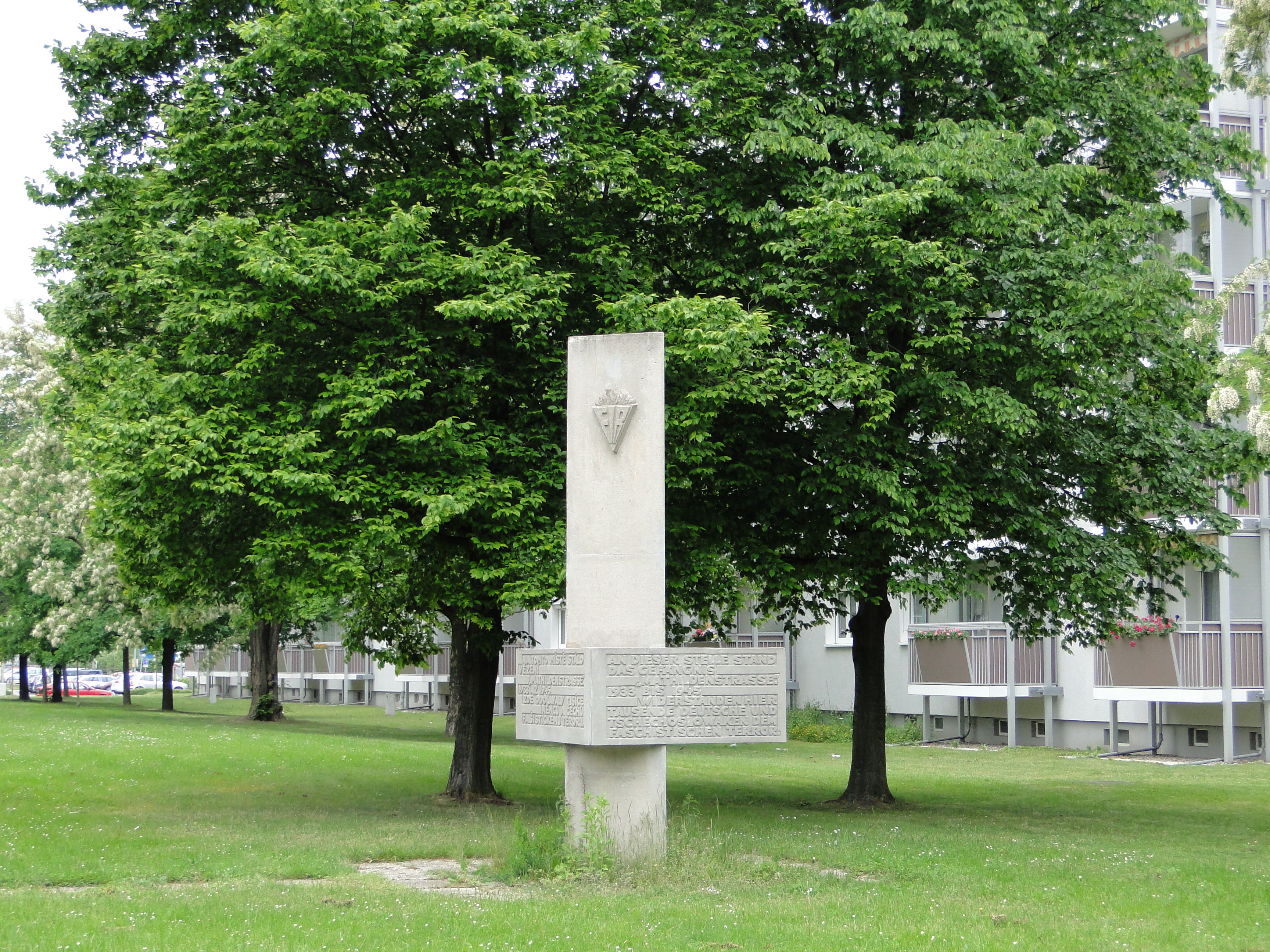
Gedenkstele am neuen Standort Ecke Pillnitzer Straße/Rietschelstraße

Die Haftanstalt Mathildenstraße war eine zum Landgericht Dresden gehörende Haftanstalt (Dresdner Gefangenenanstalt II), die direkt an das Landgerichtsgebäude Pillnitzer Straße anschloss. Die Haftanstalt in Dresden lag in der Pillnitzer Straße, der Eingang war zur Mathildenstraße. Von 1933 bis 1945 wurden hier deutsche und tschechoslowakische Antifaschisten gefangen gehalten und gefoltert, darunter die Arbeiterfunktionäre Arthur Weineck und Otto Galle. 1933/34 war sie eine Zwischenstation für Gefangene, die von dort aus ins KZ Hohnstein deportiert wurden. Bei den Luftangriffen auf Dresden im Februar 1945 wurde das Gerichtsgebäude mit der Haftanstalt zerstört.
Volkstümlich wurde die Haftanstalt als „Mathildenschlößchen“ oder „Mathilde“ bezeichnet.
Seit 1975 erinnert eine Gedenkstele von Johannes Peschel an die Gefangenenanstalt. Sie steht am ehemaligen Standort der Haftanstalt, wobei sie im August 2009 wegen Bauarbeiten von der Pillnitzer Straße, Ecke Gerichtsstraße, an die Einmündung der Rietschelstraße in die Pillnitzer Straße versetzt wurde. Das Denkmal besteht aus einer dreikantigen Sandsteinstele mit Schriftbandplatten aus Beton.